# Bokermannohyla
Bokermannohyla is een geslacht van kikkers uit de familie boomkikkers (Hylidae).
De groep werd voor het eerst wetenschappelijk beschreven door Julián Faivovich, Célio Fernando Baptista Haddad, Paulo Christiano de Anchietta Garcia, Darrel Richmond Frost, Jonathan Atwood Campbell en Ward C. Wheeler in 2005.
Er zijn 32 soorten die voorkomen in Zuid-Amerika, alle soorten zijn endemisch in zuidelijk Brazilië.

## Soorten
Geslacht Bokermannohyla
- Soort Bokermannohyla ahenea
- Soort Bokermannohyla alvarengai
- Soort Bokermannohyla astartea
- Soort Bokermannohyla capra
- Soort Bokermannohyla caramaschii
- Soort Bokermannohyla carvalhoi
- Soort Bokermannohyla circumdata
- Soort Bokermannohyla claresignata
- Soort Bokermannohyla clepsydra
- Soort Bokermannohyla diamantina
- Soort Bokermannohyla flavopicta
- Soort Bokermannohyla gouveai
- Soort Bokermannohyla hylax
- Soort Bokermannohyla ibitiguara
- Soort Bokermannohyla ibitipoca
- Soort Bokermannohyla itapoty
- Soort Bokermannohyla izecksohni
- Soort Bokermannohyla juiju
- Soort Bokermannohyla langei
- Soort Bokermannohyla lucianae
- Soort Bokermannohyla luctuosa
- Soort Bokermannohyla martinsi
- Soort Bokermannohyla nanuzae
- Soort Bokermannohyla napolii
- Soort Bokermannohyla oxente
- Soort Bokermannohyla pseudopseudis
- Soort Bokermannohyla ravida
- Soort Bokermannohyla sagarana
- Soort Bokermannohyla sapiranga
- Soort Bokermannohyla saxicola
- Soort Bokermannohyla sazimai
- Soort Bokermannohyla vulcaniae

Aplastodiscus · 
Bokermannohyla · 
Colomascirtus · 
Hyloscirtus · 
Hypsiboas · 
Myersiohyla